# Dasyhelea ampullariae
Dasyhelea ampullariae är en tvåvingeart som beskrevs av John William Scott Macfie 1934. Dasyhelea ampullariae ingår i släktet Dasyhelea och familjen svidknott. Inga underarter finns listade i Catalogue of Life.